# NGC 7226
NGC 7226 (również OCL 226) – gromada otwarta znajdująca się w gwiazdozbiorze Cefeusza. Odkrył ją Edward Singleton Holden 20 czerwca 1881 roku. Jest położona w odległości ok. 8,5 tys. lat świetlnych od Słońca.